# العلاقات البيروية النيوزيلندية
العلاقات البيروفية النيوزيلندية هي العلاقات الثنائية التي تجمع بين بيرو ونيوزيلندا.

## مقارنة بين البلدين
هذه مقارنة عامة ومرجعية للدولتين:
| وجه المقارنة                                              | بيرو                                   | نيوزيلندا                                              |
| --------------------------------------------------------- | -------------------------------------- | ------------------------------------------------------ |
| المساحة (كم2)                                             | 1.29 مليون                             | 268.02 ألف                                             |
| عدد السكان (نسمة)                                         | 32.16 مليون                            | 4.24 مليون                                             |
| الكثافة السكانية (ن./كم²)                                 | 24.93                                  | 15.82                                                  |
| العاصمة                                                   | ليما                                   | ويلينغتون، أوكلاند                                     |
| اللغة الرسمية                                             | اللغة الإسبانية، اللغة الأيمرية، كتشوا | لغة إنجليزية، اللغة الماورية، لغة الإشارة النيوزيلندية |
| العملة                                                    | سول بيروفي جديد                        | دولار نيوزيلندي، الجنيه النيوزيلندي                    |
| الناتج المحلي الإجمالي (بليون دولار)                      | 211.39 مليار                           | 205.85 مليار                                           |
| الناتج المحلي الإجمالي (تعادل القوة الشرائية) بليون دولار | 393.13 مليار                           |                                                        |
| الناتج المحلي الإجمالي الاسمي للفرد دولار أمريكي          | 6.03 ألف                               |                                                        |
| الناتج المحلي الإجمالي للفرد دولار أمريكي                 | 11.99 ألف                              |                                                        |
| مؤشر التنمية البشرية                                      | 0.740                                  | 0.914                                                  |
| رمز المكالمات الدولي                                      | +51                                    | +64                                                    |
| رمز الإنترنت                                              | .pe                                    | .nz                                                    |
| المنطقة الزمنية                                           | توقيت بيرو، 00                         | ت ع م+13:00، ت ع م+12:00                               |

## منظمات دولية مشتركة
يشترك البلدان في عضوية مجموعة من المنظمات الدولية، منها:
| علم المنظمة | اسم المنظمة                                      | تاريخ انضمام بيرو | تاريخ انضمام نيوزيلندا |
| ----------- | ------------------------------------------------ | ----------------- | ---------------------- |
|             | مؤسسة التنمية الدولية                            | 30 أغسطس 1961     | 1 أكتوبر 1974          |
|             | يونسكو                                           | 21 نوفمبر 1946    | 4 نوفمبر 1946          |
|             | وكالة ضمان الاستثمار متعدد الأطراف               | 2 ديسمبر 1991     | 22 أبريل 2008          |
|             | الأمم المتحدة                                    | 31 أكتوبر 1945    | 24 أكتوبر 1945         |
|             | الفريق المعني برصد الأرض                         | ?                 | ?                      |
|             | الاتحاد البريدي العالمي                          | ?                 | ?                      |
|             | البنك الدولي للإنشاء والتعمير                    | 31 ديسمبر 1945    | 31 أغسطس 1961          |
|             | المنظمة الهيدروغرافية الدولية                    | ?                 | ?                      |
|             | الاتحاد الدولي للاتصالات                         | 12 يوليو 1915     | 3 يونيو 1878           |
|             | منظمة حظر الأسلحة الكيميائية                     | ?                 | ?                      |
|             | مؤسسة التمويل الدولية                            | 20 يوليو 1956     | 31 أغسطس 1961          |
|             | المركز الدولي لتسوية المنازعات الاستشارية        | 8 سبتمبر 1993     | 2 مايو 1980            |
|             | منظمة التجارة العالمية                           | ?                 | ?                      |
|             | منتدى التعاون الاقتصادي لدول آسيا والمحيط الهادئ | 14 نوفمبر 1998    | 6 نوفمبر 1989          |
|             | منظمة الشرطة الجنائية الدولية                    | ?                 | ?                      |

## وصلات خارجية
- موقع وزارة الخارجية البيروفية
- موقع وزارة الخارجية النيوزيلندية